# Ecliptopera capitaria
Ecliptopera capitaria là một loài bướm đêm trong họ Geometridae.